# گریشا ساهاکیان
گریشا ساهاکیان (ارمنی: Գրիշա Սահակյան؛  ۳۰ اکتبر ۱۹۴۷ – ۲۵ اوت ۲۰۱۰) یک طراح صحنه اهل ارمنستان بود. وی بین سال‌های - تا - میلادی فعالیت می‌کرد.

## زندگی‌نامه
وی در ۳۰ اکتبر ۱۹۴۷ به دنیا آمد و از کالج دولتی هنرهای زیبای پانوس ترلمزیان انستیتو دولتی هنری و نمایشی ایروان فارغ‌التحصیل شد. وی عضو اتحادیه نقاشان ارمنستان و  اتحادیه دستندرکان نمایشی ارمنستان بود. وی همچنین برندهٔ جوایزی همچون چهره فرهنگی شایسته جمهوری ارمنستان شده است. وی در ۲۵ اوت ۲۰۱۰ در سن ۶۲ سالگی درگذشت.